# Étang de Beauregard
Pour les articles homonymes, voir Beauregard.
L'étang de Beauregard est un étang français à Saint-Michel-en-Brenne, dans le parc naturel régional de la Brenne, dans l’Indre.